# Kim Min-jong
Kim Min-jong (1º settembre 2000) è un judoka sudcoreano.

## Palmarès
- Giochi olimpici

Parigi 2024: argento nei +100 kg, bronzo nella gara a squadre.
- Mondiali

Baku 2018: bronzo nella gara a squadre.
Tokyo 2019: bronzo nei +100 kg.
Tashkent 2022: bronzo nei +100 kg.
Abu Dhabi 2024: oro nei +100 kg.
Budapest 2025: argento nella gara a squadre, bronzo nei +100 kg.
- Giochi asiatici

Hangzhou 2023: bronzo nei +100 kg.
- Campionati asiatico-pacifici

Fujaira 2019: bronzo nei +100 kg.
Bishkek 2021: argento nei +100 kg.
Hong Kong 2024: argento nei +100 kg.
Bangkok 2025: bronzo nei +100 kg.
- Universiadi

Napoli 2019: argento nella gara a squadre, bronzo nei +90 kg.
- Campionati asiatici juniores

Bişkek 2017: oro nei +100 kg.
Beirut 2018: oro nei +100 kg.
- Mondiali cadetti

Santiago del Cile 2017: oro nei +90 kg.
- Campionati asiatici cadetti

Kochi 2016: oro nei +90 kg.

### Vittorie nel circuito IJF
| Data           | Località | Paese | Categoria  |
| -------------- | -------- | ----- | ---------- |
| 26 maggio 2019 | Hohhot   | Cina  | Grand Prix |